# Емин Махмуд джамия
Емин Махмуд джамия или Чингене джамия (на македонска литературна норма: Емин Махмуд џамија; на турски: Emin Mahmut Camii, Çingene Camii; на албански: Xhamia e Emin Mahmutit) е мюсюлмански храм, намиращ се в град Охрид, Северна Македония. Сградата е обявена за важно културно наследство на Северна Македония.
Джамията е изградена в махалата Воска, на стария път за Струга, днес улица „Гоце Делчев“, срещу Воска хамам. Датира от XVIII век.
Джамията има неправилна осмоъгълна основа, като всяка страна е с различна дължина. Покрита е с покрив на осем води с керемиди, а от вътрешната страна има сляп купол. На северната фасада по-късно е добавен трем. Минарето е на северозападния ъгъл и до него се стига от вътрешността през входове от молитвеното пространство и от махвила. Постаментът на минарето е от обработени каменни блокове, а тялото му е от тухли. Цялото минаре е измазано. Джамията също е изградена от камък и измазана. Шерефето на минарето е с проста метална ограда.
Михрабната ниша е обикновена, минбарът дървен, а махвилът обхваща цялата ширина на северната стена. Осветлението става чрез прозорци поставени в два реда на всяка страна, без тези, на които са михрабът и вратата. В купола има флорални орнаменти, а около прозорците, входа и махвила – бордюри.